# The Alamo: 13 Days to Glory
The Alamo: 13 Days to Glory (bra: Álamo - 13 Dias de Glória) é um telefilme norte-americano de 1987 dirigido por Burt Kennedy e estrelado por Brian Keith, James Arness e Alec Baldwin.